# Belcaire
Pour les articles homonymes, voir Belcaire (homonymie).
Belcaire  ) est une commune française, située dans le sud-ouest du département de l'Aude en région Occitanie.
La commune possède un patrimoine naturel remarquable : un site Natura 2000 et trois zones naturelles d'intérêt écologique, faunistique et floristique. Le patrimoine architectural de la commune comprend un immeuble protégé au titre des monuments historiques.

## Géographie

### Localisation
Belcaire est un village touristique des Pyrénées situé sur le plan historique et culturel dans le Pays de Sault, un plateau situé entre 990 et 1310 mètres d'altitude et fortement boisé.
Limitrophe du département de l'Ariège, il est situé à 15 km à vol d'oiseau au sud-est de Lavelanet et 31 km de Foix, 33 km au sud-ouest de Limoux, 19 km à l'ouest de Quillan et 76 km de Perpignan et 15 km au nord est  d'Ax-les-Thermes ou 28 km de la frontière entre l'Andorre et la France.
Il se trouve dans le Pays Cathare.
La commune se trouve dans la zone d'emploi de Carcassonne - Limoux et dans le bassin de vie de Lavelanet.

### Communes limitrophes

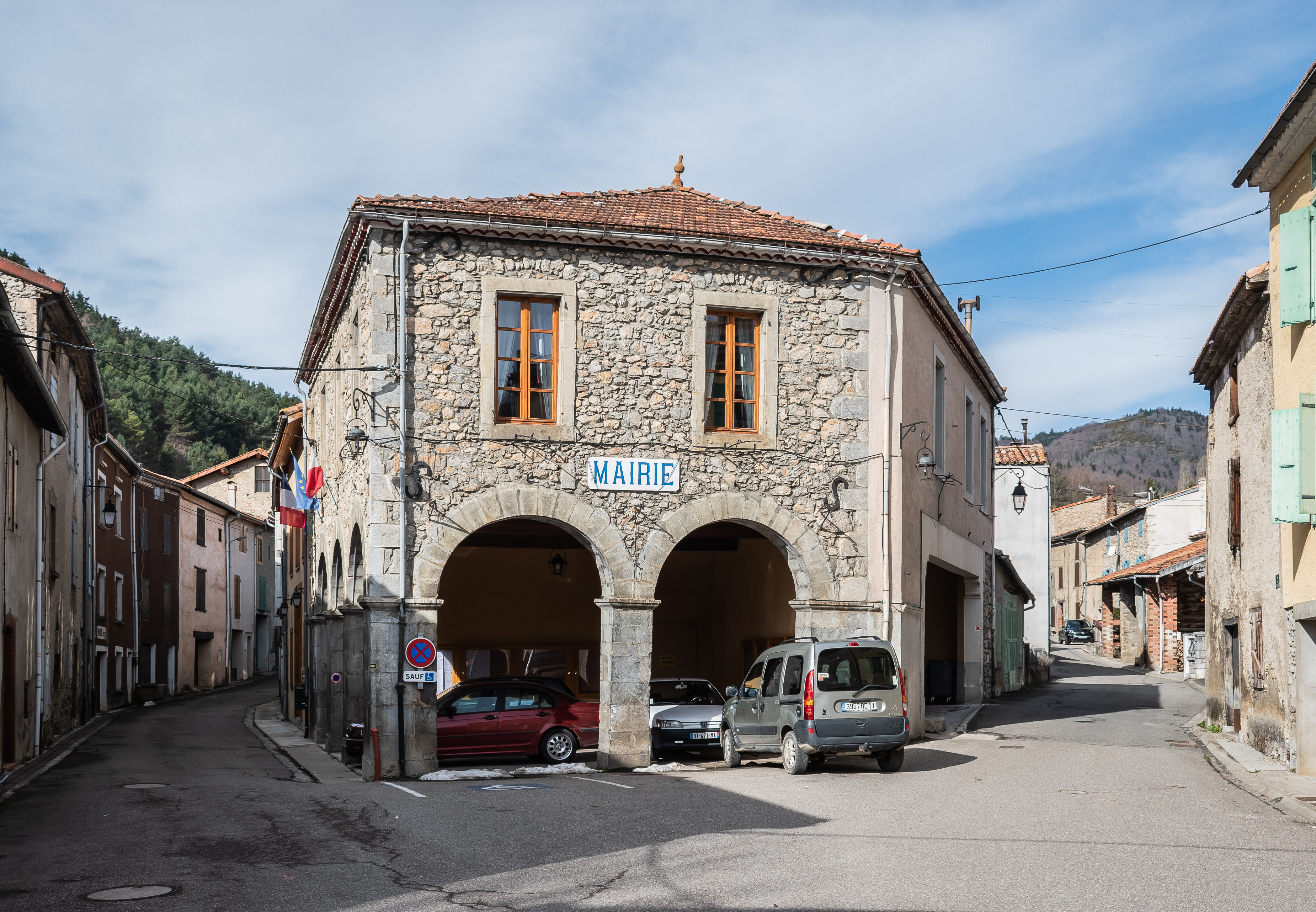
La mairie.

Les communes limitrophes sont  Bélesta, Camurac, Comus, Fougax-et-Barrineuf, Niort-de-Sault et Roquefeuil.
|         | Fougax-et-Barrineuf (Ariège) |                |
| Comus   | Belcaire                     | Roquefeuil     |
| Camurac |                              | Niort-de-Sault |

### Géologie et relief
La superficie de la commune est de 30,68 km2 ; son altitude varie de 696  à   1 546 mètres.

### Hydrographie
Aucun cours d'eau permanent ne draine la commune.
L'étang Tort ou Lac de Belcaire se trouve à l'ouest du village.

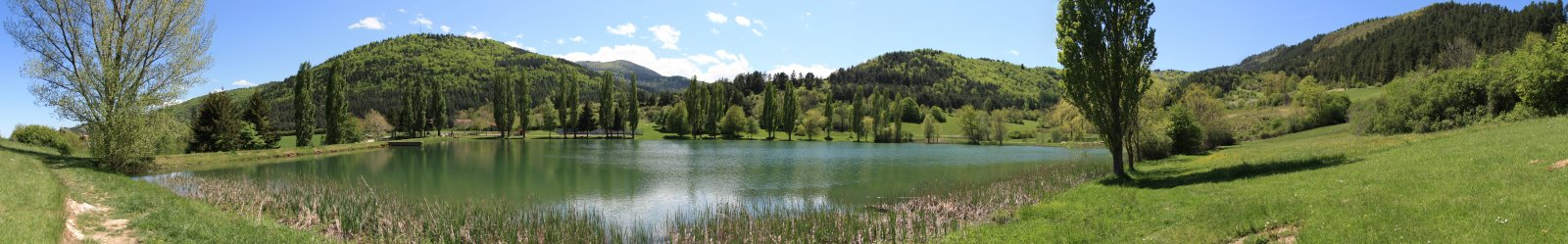
Panorama du lac de Belcaire.

### Climat
Pour des articles plus généraux, voir Climat de l'Occitanie et Climat de l'Aude.
En 2010, le climat de la commune est de type climat océanique altéré, selon une étude s'appuyant sur une série de données couvrant la période 1971-2000. En 2020, Météo-France publie une typologie des climats de la France métropolitaine dans laquelle la commune est exposée à un climat de montagne ou de marges de montagne et est dans une zone de transition entre les régions climatiques « Pyrénées orientales » et « Pyrénées centrales ».
Pour la période 1971-2000, la température annuelle moyenne est de 9,6 °C, avec une amplitude thermique annuelle de 15,5 °C. Le cumul annuel moyen de précipitations est de 1 056 mm, avec 10 jours de précipitations en janvier et 6,8 jours en juillet. Pour la période 1991-2020, la température moyenne annuelle observée sur la station météorologique installée sur la commune est de 9,8 °C et le cumul annuel moyen de précipitations est de 1 032,4 mm,. Pour l'avenir, les paramètres climatiques de la commune estimés pour 2050 selon différents scénarios d'émission de gaz à effet de serre sont consultables sur un site dédié publié par Météo-France en novembre 2022.
| Mois                                  | jan.           | fév.            | mars           | avril           | mai           | juin          | jui.          | août           | sep.          | oct.          | nov.           | déc.           | année     |
| ------------------------------------- | -------------- | --------------- | -------------- | --------------- | ------------- | ------------- | ------------- | -------------- | ------------- | ------------- | -------------- | -------------- | --------- |
| Température minimale moyenne (°C)     | −1,1           | −1              | 1,3            | 3,1             | 6,6           | 10,2          | 12,2          | 12,4           | 9,3           | 6,1           | 1,8            | −0,3           | 5         |
| Température moyenne (°C)              | 3,3            | 3,4             | 6              | 7,9             | 11,4          | 15,1          | 17,4          | 17,7           | 14,3          | 11            | 6,3            | 4,1            | 9,8       |
| Température maximale moyenne (°C)     | 7,7            | 7,9             | 10,6           | 12,6            | 16,2          | 20            | 22,6          | 23             | 19,3          | 15,9          | 10,8           | 8,5            | 14,6      |
| Record de froid (°C) date du record   | −17 16.01.1985 | −15,6 09.02.12  | −14,3 01.03.05 | −5,8 14.04.1998 | −3 05.05.1987 | 1 07.06.1984  | 5 19.07.1981  | 3,5 29.08.1986 | 1,4 28.09.07  | −4,5 30.10.12 | −10,1 28.11.13 | −13 02.12.1980 | −17 1985  |
| Record de chaleur (°C) date du record | 21,5 29.01.02  | 23,1 20.02.1998 | 25 23.03.01    | 25,7 30.04.05   | 32,2 13.05.15 | 35,4 26.06.19 | 36,4 18.07.23 | 35 06.08.1991  | 33 14.09.1987 | 29,7 07.10.09 | 24 09.11.1985  | 21,6 31.12.22  | 36,4 2023 |
| Précipitations (mm)                   | 100,3          | 77,8            | 79,3           | 108,5           | 108,4         | 83,1          | 53,5          | 57,6           | 73,2          | 84,2          | 114,1          | 92,4           | 1 032,4   |

## Paysages

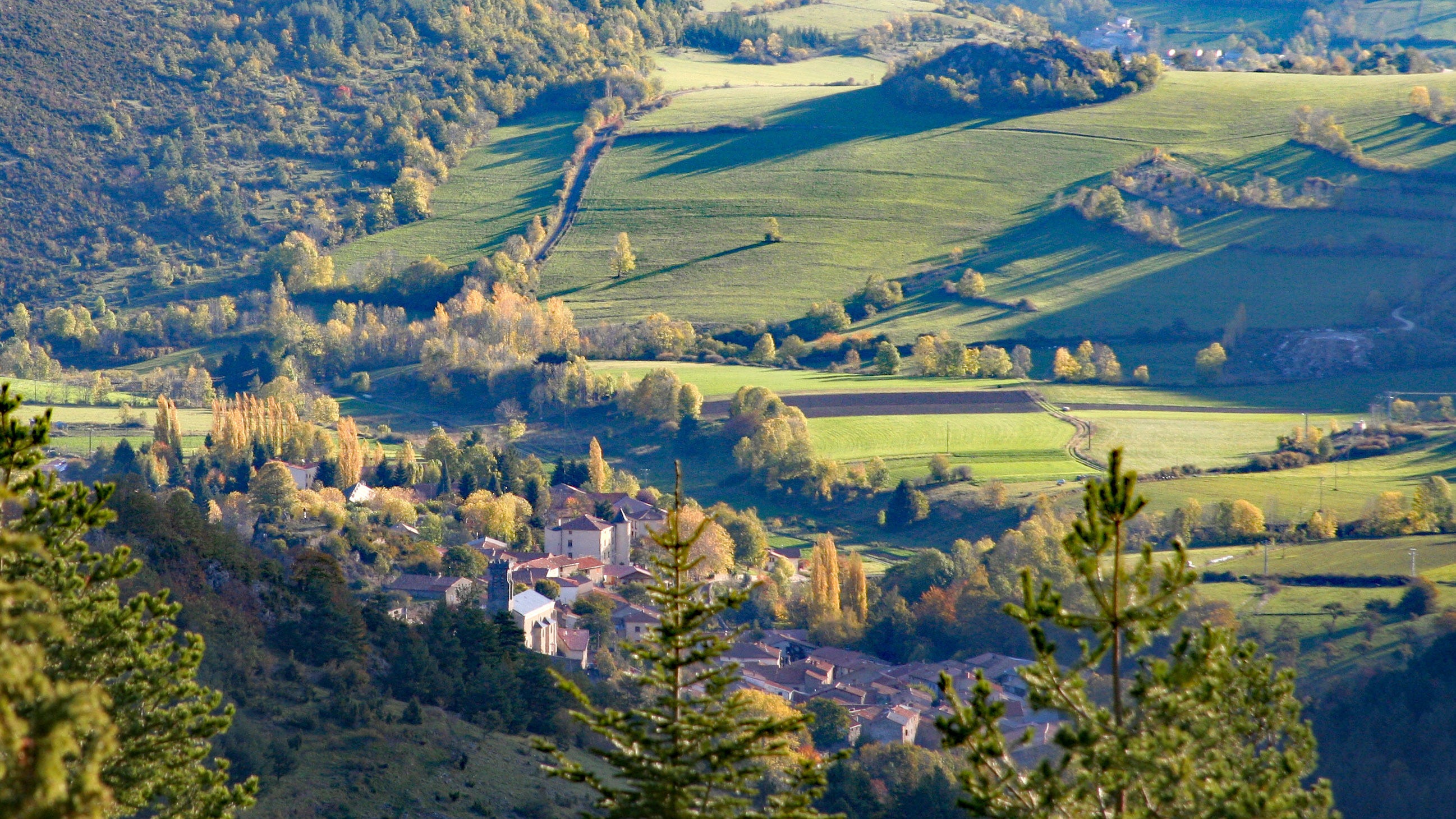
Belcaire vu depuis Les Cols de Camurac.
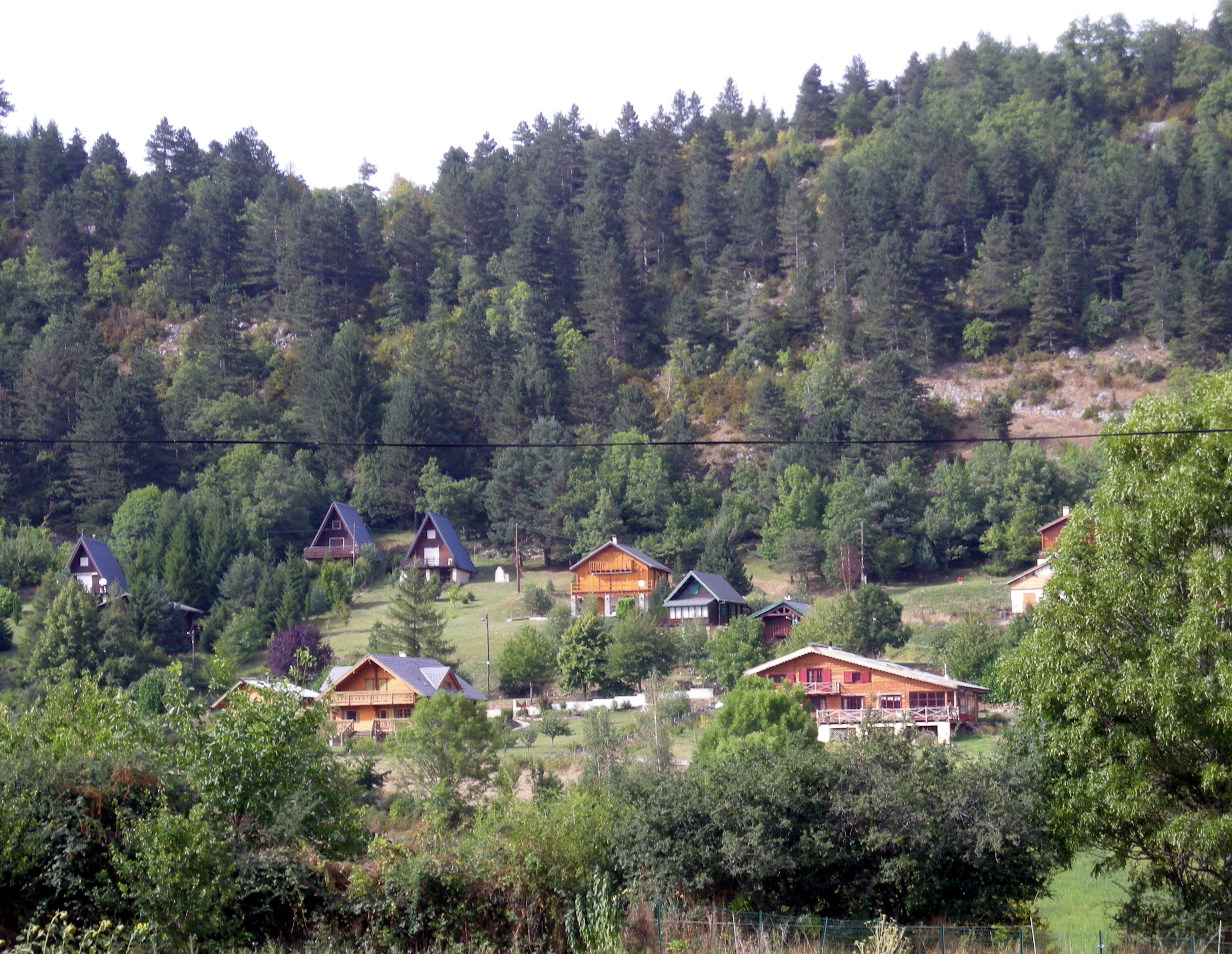
Résidences au milieu des sapins.
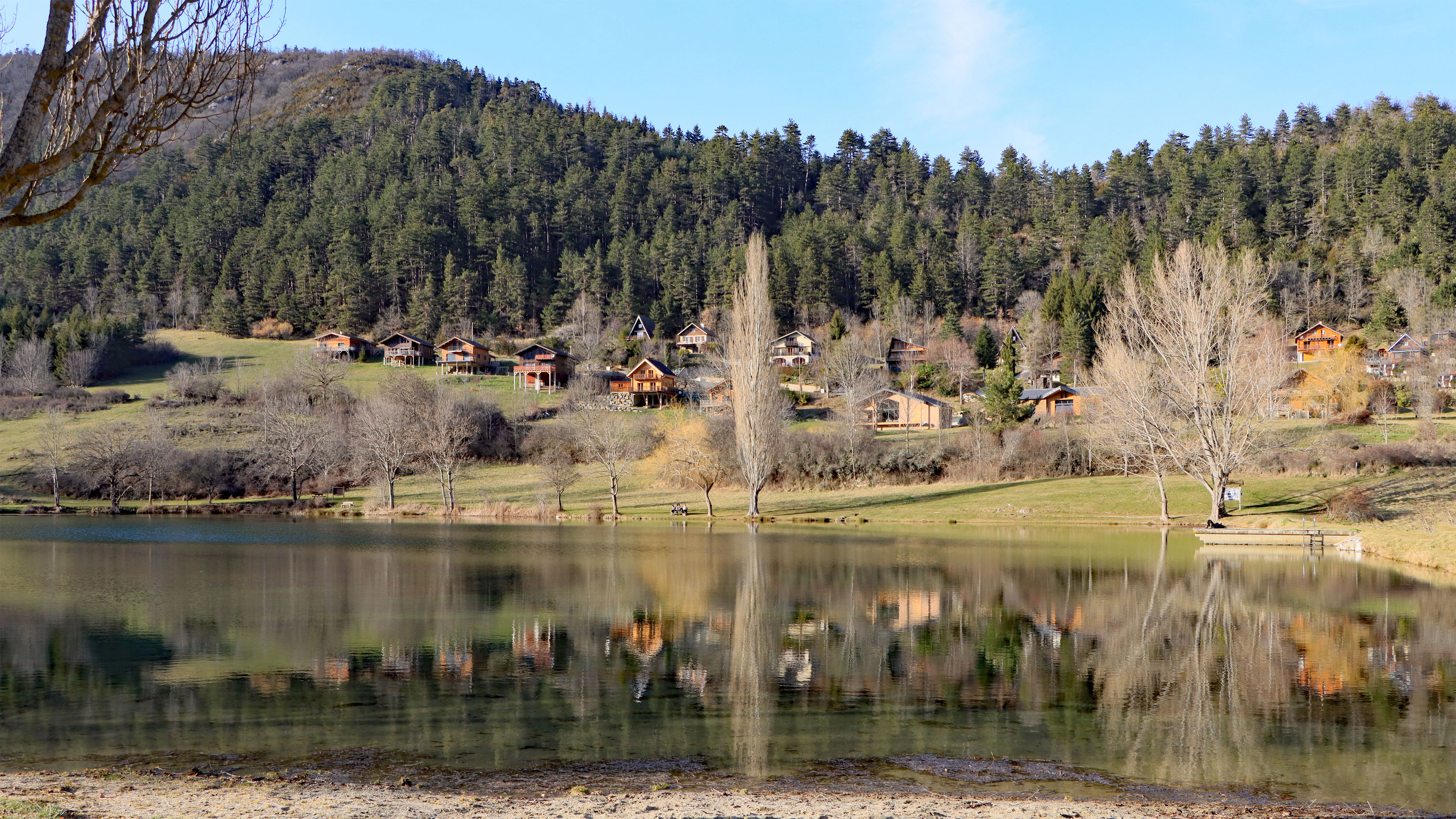
Les chalets au bord du lac.
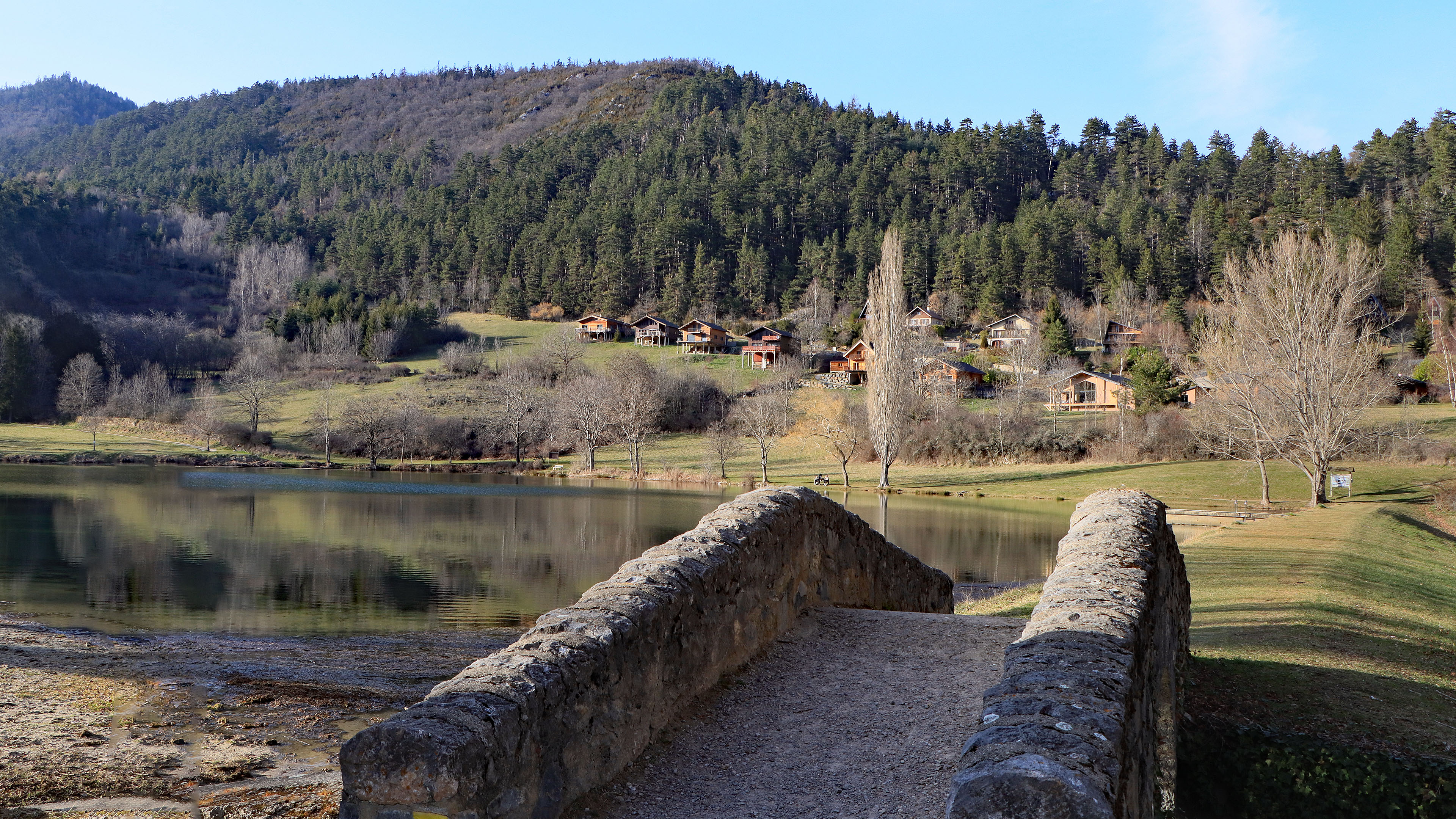
Lac hiver 2025.
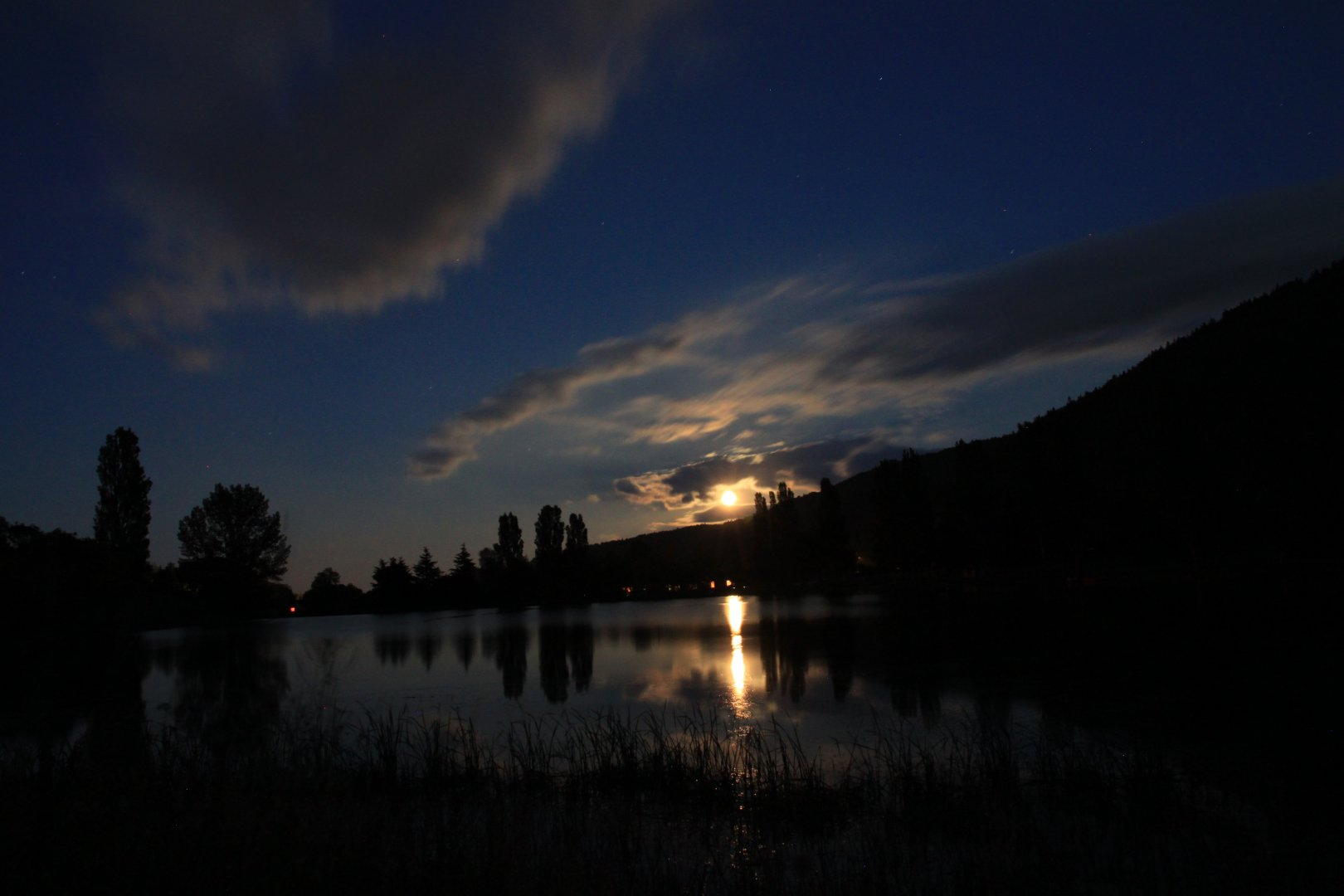
Coucher de soleil au lac de Belcaire.
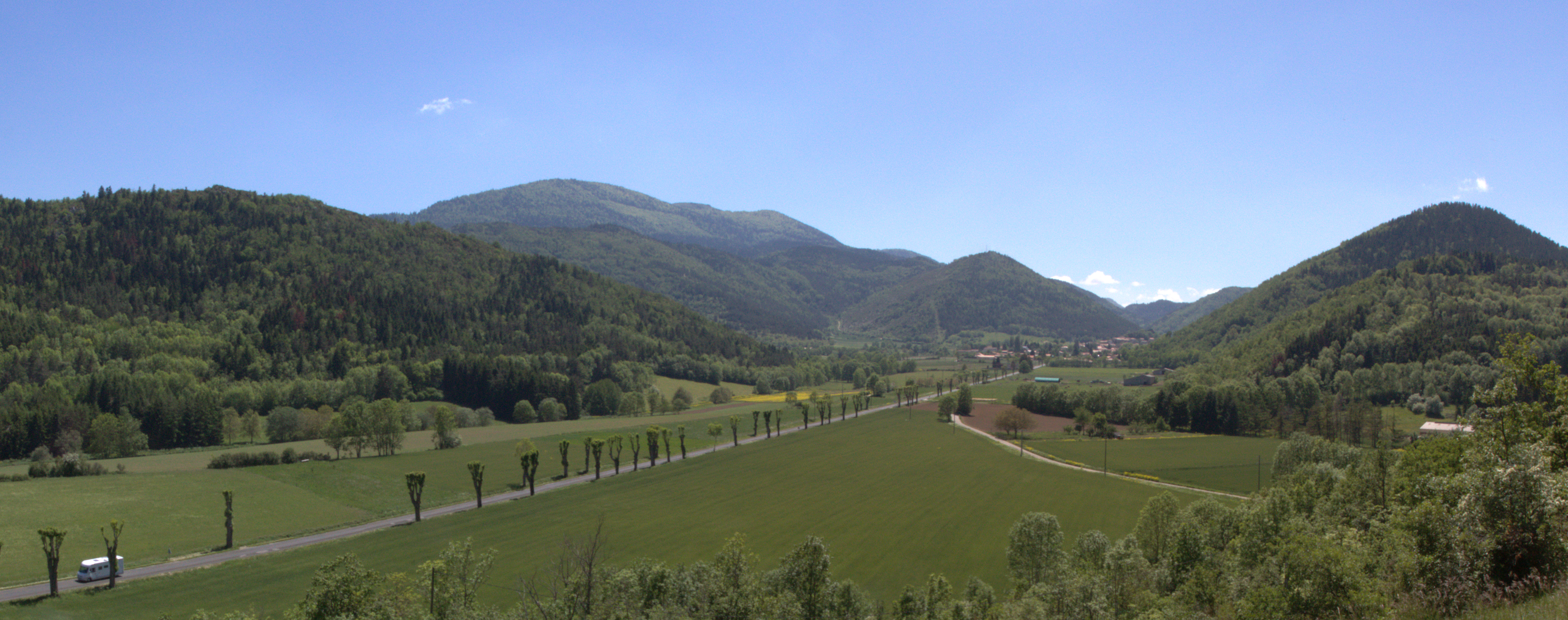
Vue panoramique du village de Belcaire.
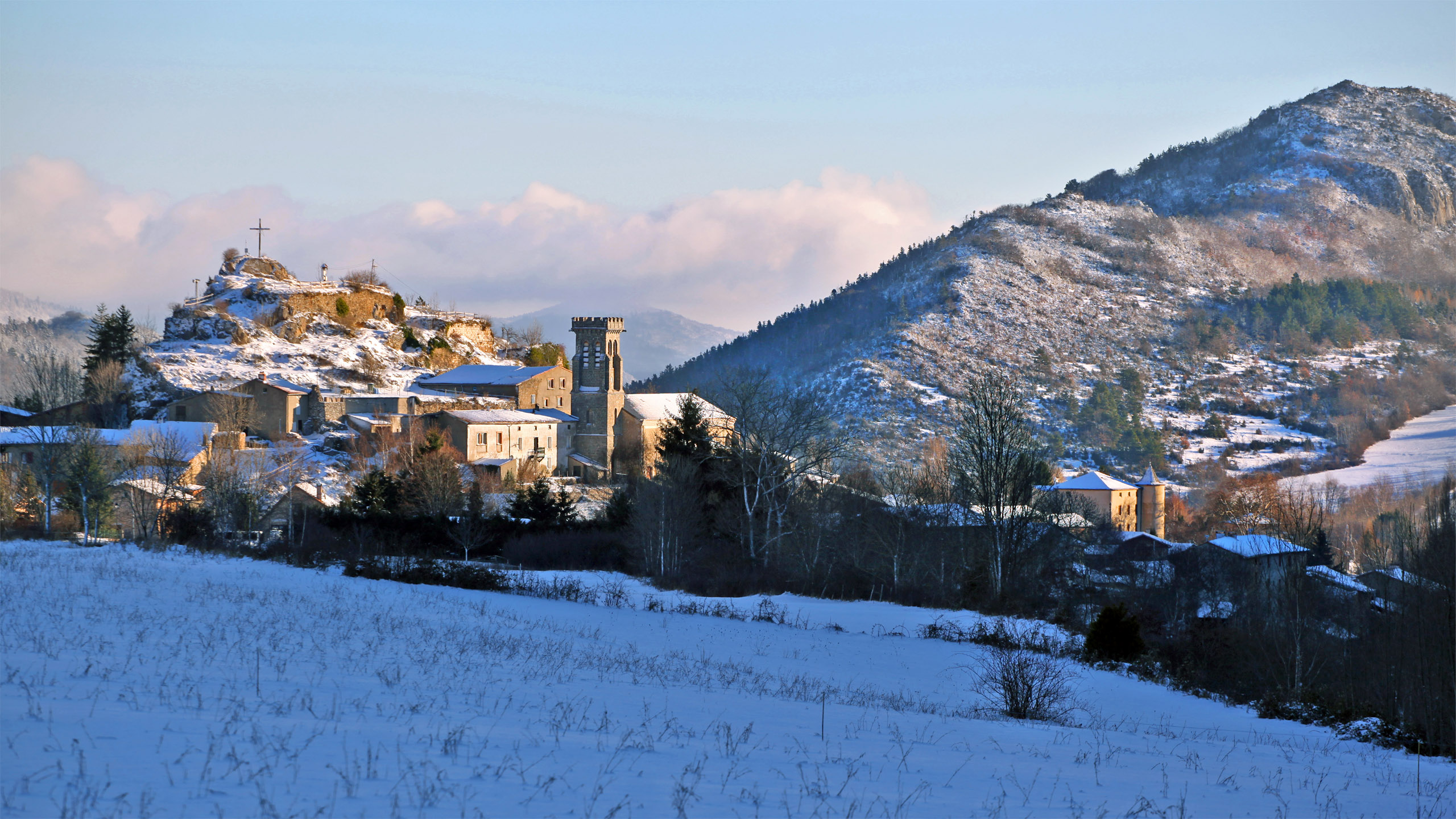
L'église et le Manoir de Belcaire

### Réseau Natura 2000

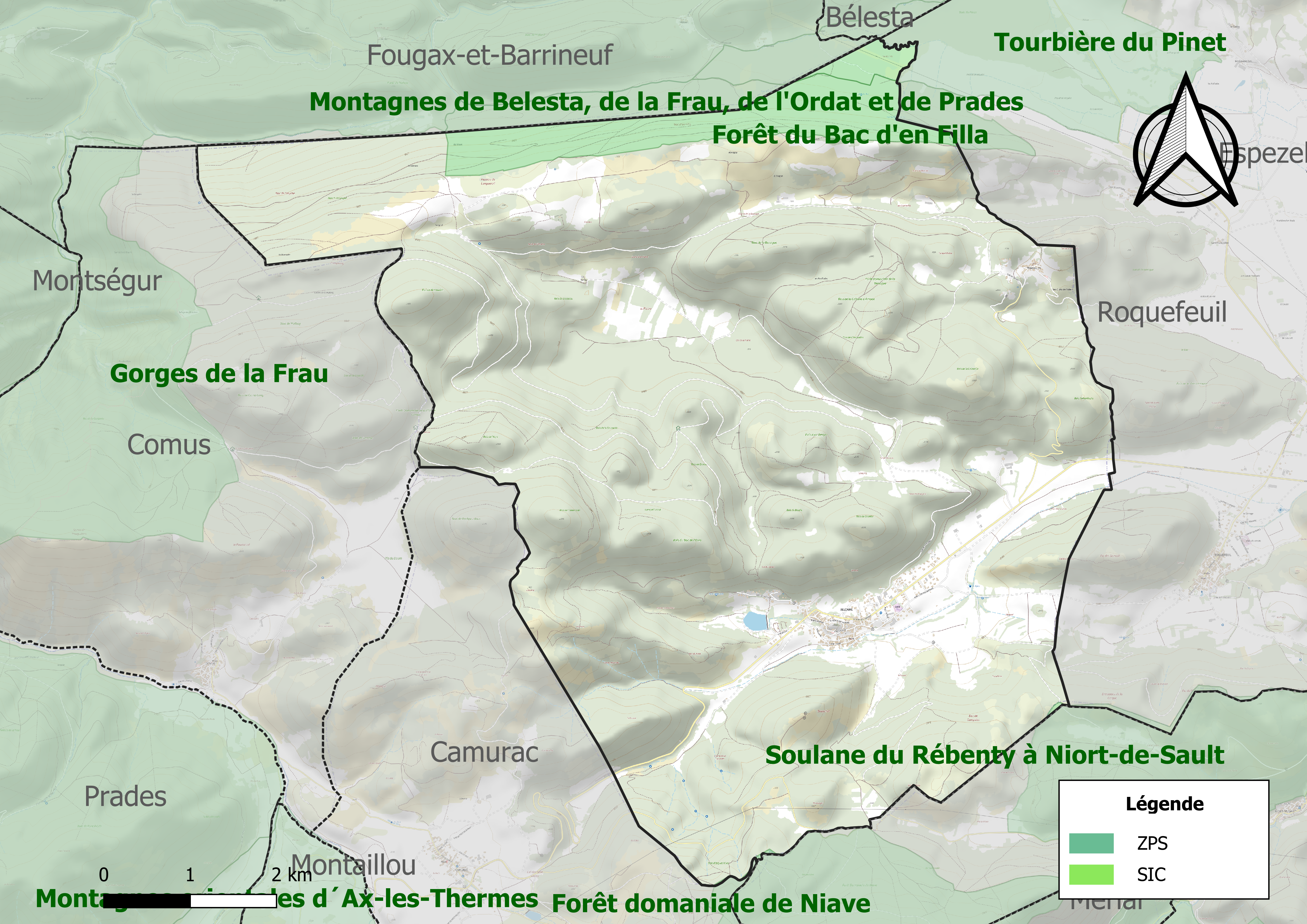
Sites Natura 2000 sur le territoire communal.

Le réseau Natura 2000 est un réseau écologique européen de sites naturels d'intérêt écologique élaboré à partir des directives habitats et oiseaux, constitué de zones spéciales de conservation (ZSC) et de zones de protection spéciale (ZPS).
Un site Natura 2000 a été défini sur la commune au titre  de la directive oiseaux : le « pays de Sault », d'une superficie de 71 499 ha, présentant une grande diversité d'habitats pour les oiseaux. On y rencontre donc aussi bien les diverses espèces de rapaces rupestres, en particulier les vautours dont les populations sont en augmentation, que les passereaux des milieux ouverts (bruant ortolan, alouette lulu) et des espèces forestières comme le pic noir.

### Zones naturelles d'intérêt écologique, faunistique et floristique
L’inventaire des zones naturelles d'intérêt écologique, faunistique et floristique (ZNIEFF) a pour objectif de réaliser une couverture des zones les plus intéressantes sur le plan écologique, essentiellement dans la perspective d’améliorer la connaissance du patrimoine naturel national et de fournir aux différents décideurs un outil d’aide à la prise en compte de l’environnement dans l’aménagement du territoire.
Deux ZNIEFF de type 1 sont recensées sur la commune :
la « forêt du Bac d'en Filla » (240 ha), couvrant 3 communes dont 1 dans l'Ariège et 2 dans l'Aude, et 
la « tourbière du Pinet » (341 ha), couvrant 4 communes dont 2 dans l'Ariège et 2 dans l'Aude
et une ZNIEFF de type 2, : 
le « grand plateau de Sault » (17 962 ha), couvrant 21 communes dont 3 dans l'Ariège et 18 dans l'Aude.

Carte des ZNIEFF de type 1 et 2 à Belcaire.
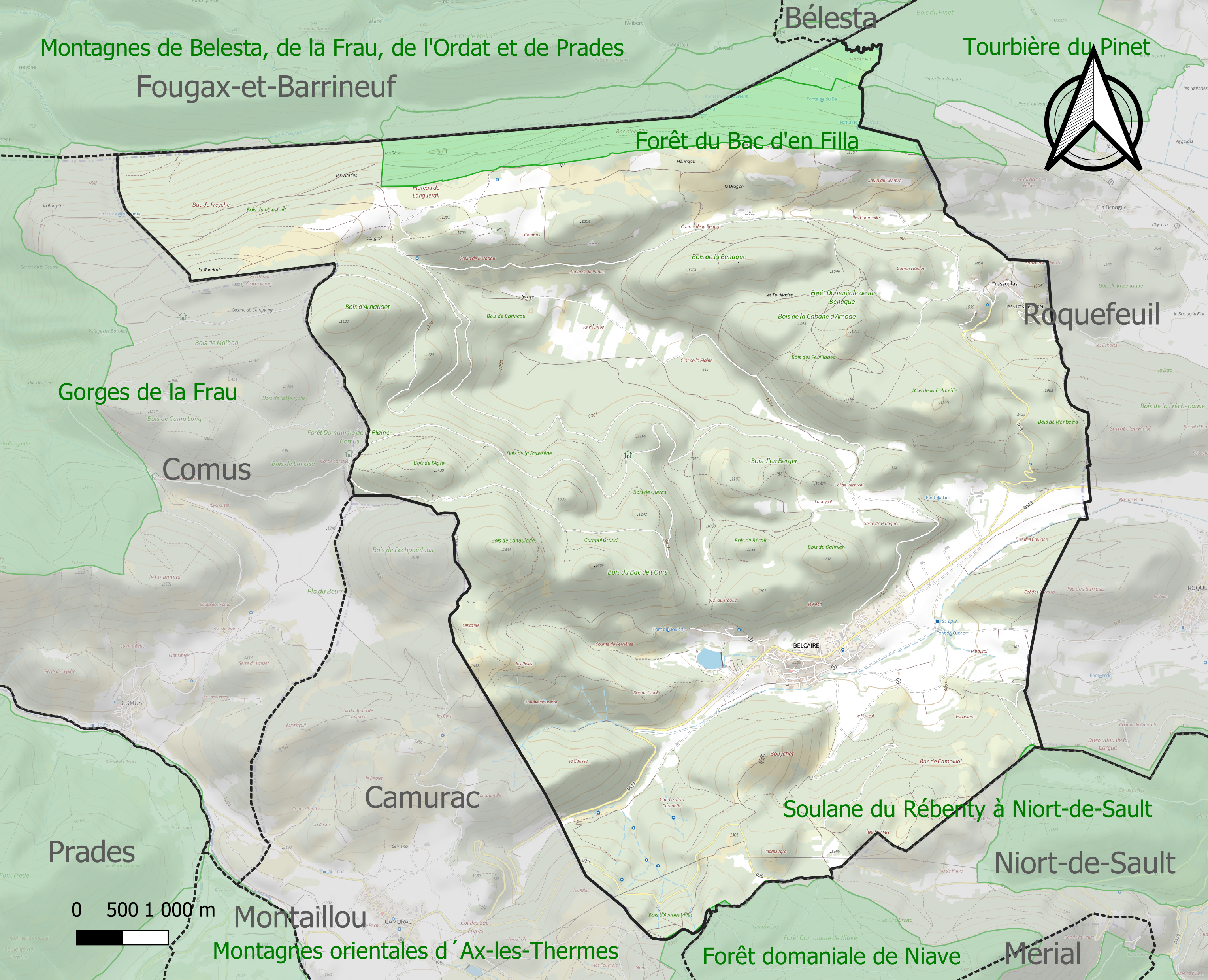
Carte des ZNIEFF de type 1 sur la commune.
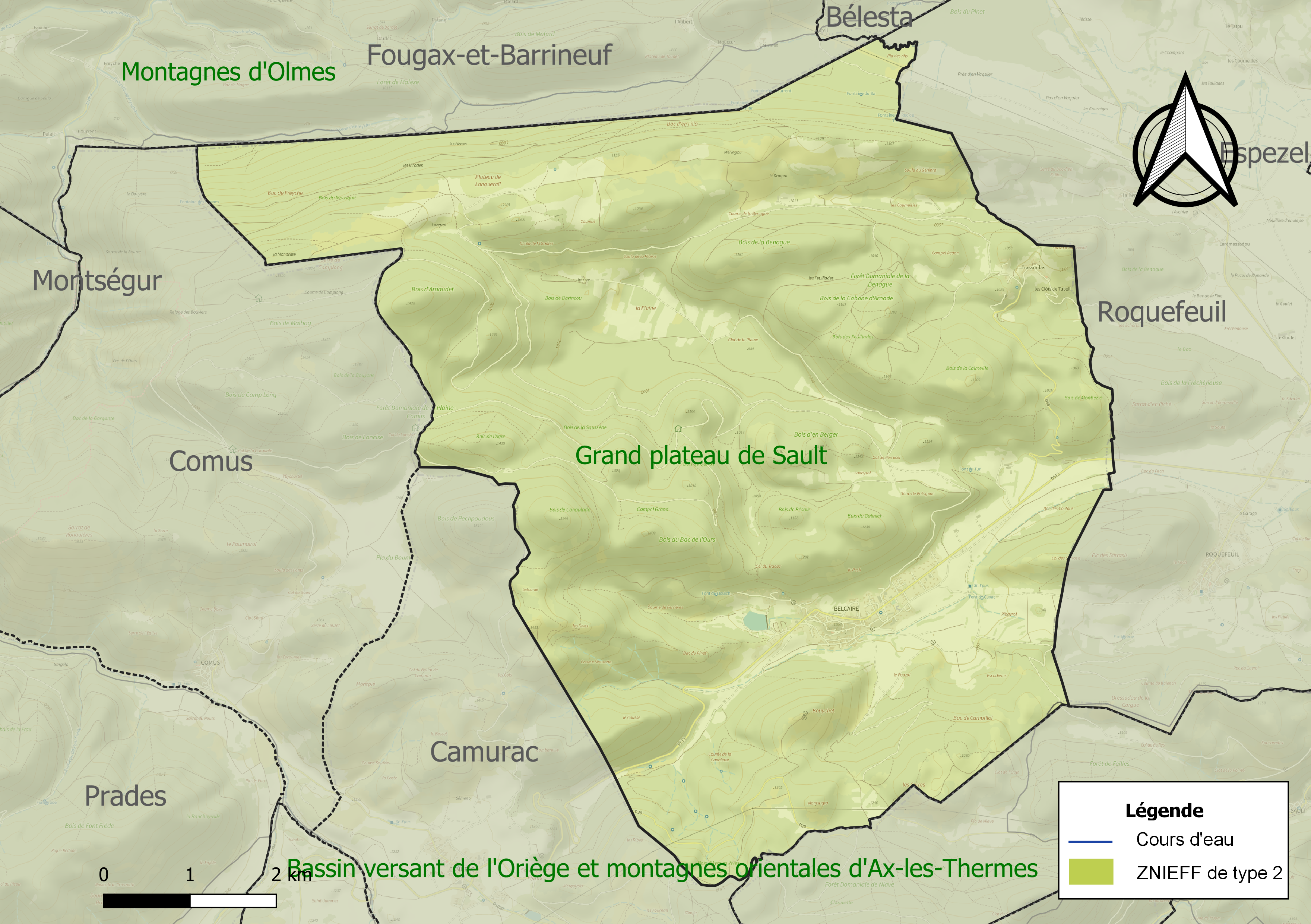
Carte de la ZNIEFF de type 2 sur la commune.

## Urbanisme

### Typologie
Au 1er janvier 2024, Belcaire est catégorisée commune rurale à habitat dispersé, selon la nouvelle grille communale de densité à 7 niveaux définie par l'Insee en 2022.
Elle est située hors unité urbaine et hors attraction des villes,.

### Occupation des sols

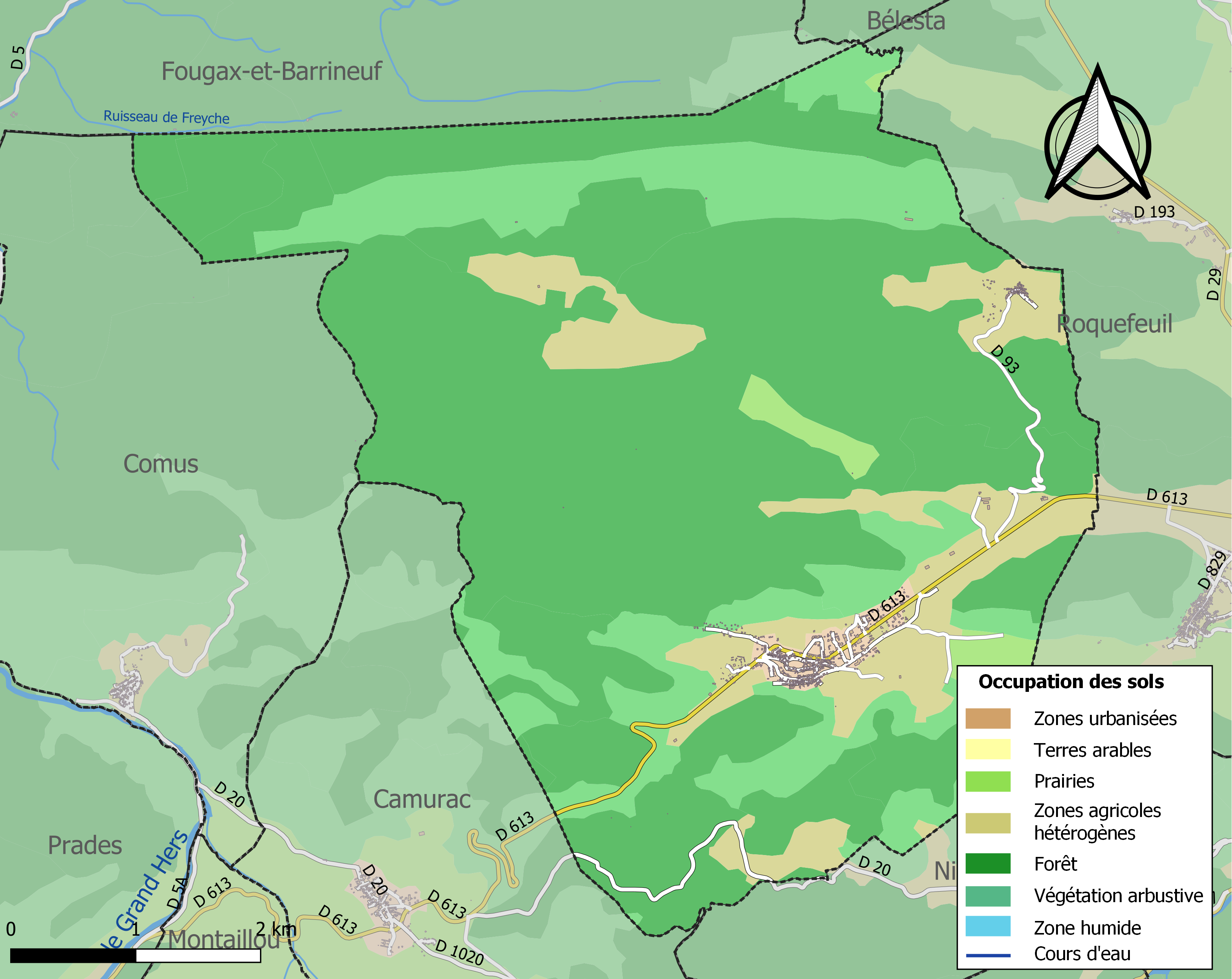
Carte des infrastructures et de l'occupation des sols de la commune en 2018 (CLC).

L'occupation des sols de la commune, telle qu'elle ressort de la base de données européenne d’occupation biophysique des sols Corine Land Cover (CLC), est marquée par l'importance des forêts et milieux semi-naturels (85,3 % en 2018), en augmentation par rapport à 1990 (77,8 %).
La répartition détaillée en 2018 est la suivante : forêts (67,2 %), milieux à végétation arbustive et/ou herbacée (18,1 %), zones agricoles hétérogènes (11,6 %), prairies (1,8 %), zones urbanisées (1,3 %).
L'évolution de l’occupation des sols de la commune et de ses infrastructures peut être observée sur les différentes représentations cartographiques du territoire : la carte de Cassini (XVIIIe siècle), la carte d'état-major (1820-1866) et les cartes ou photos aériennes de l'IGN pour la période actuelle (1950 à aujourd'hui).

### Lieux-dits, hameaux et écarts
La commune compte un hameau, situé au nord-est de son territoire.

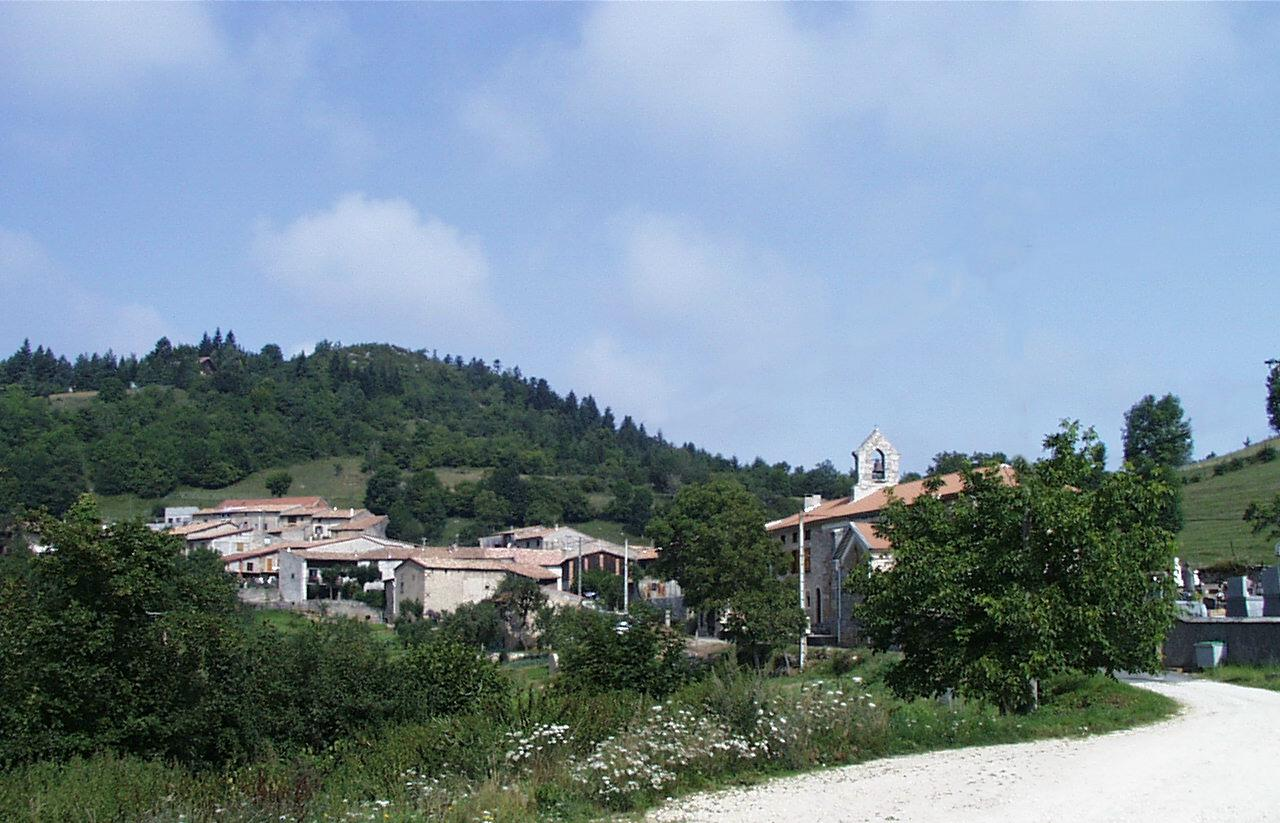
Le hameau de Trassoulas.
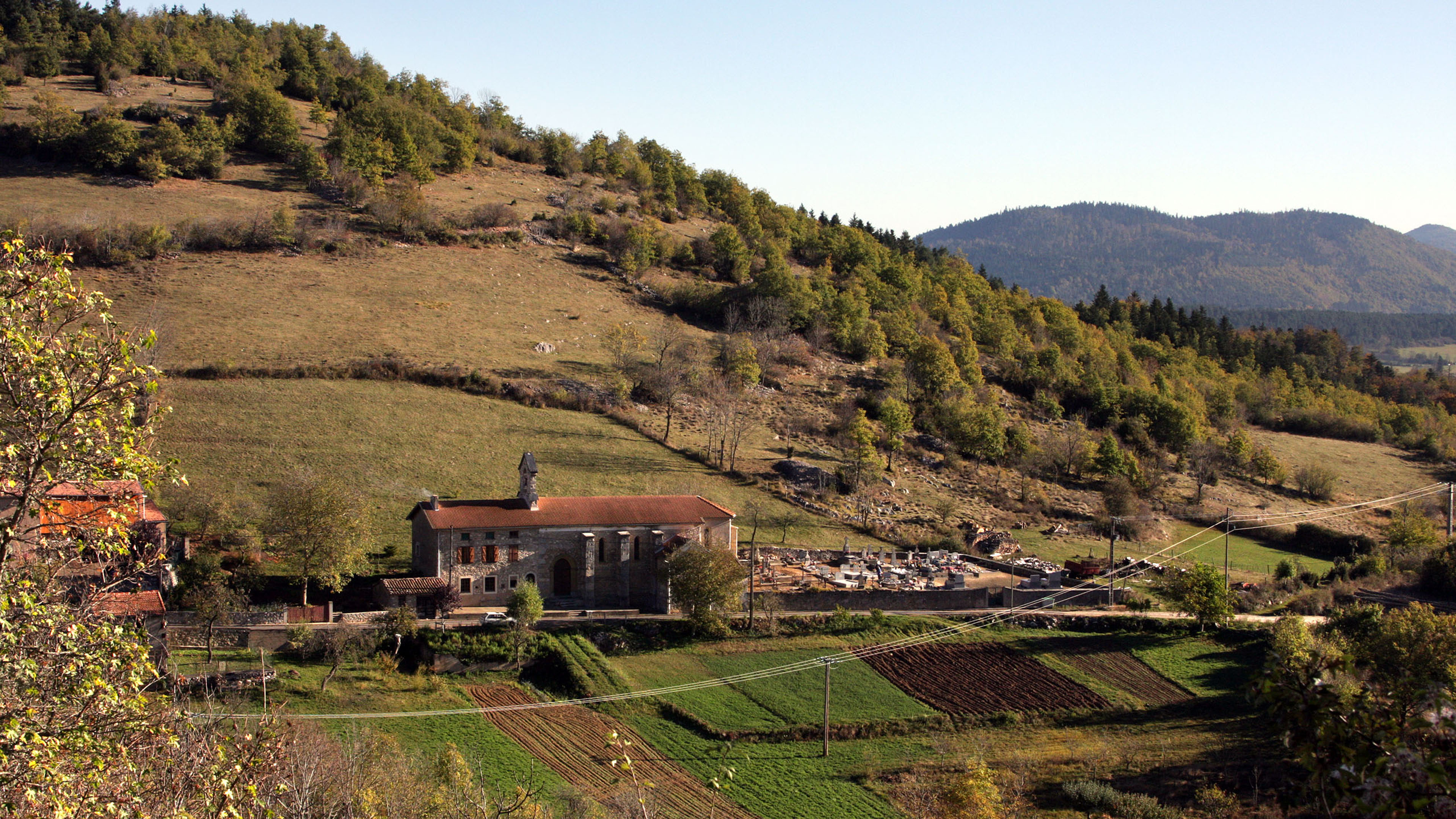
L'église de Trassoulas.

### Habitat et logement
En 2021, le nombre total de logements dans la commune était de 468, alors qu'il était de 457 en 2016 et de 424 en 2011.
Parmi ces logements, 40,8 % étaient des résidences principales, 48,7 % des résidences secondaires et 10,5 % des logements vacants. Ces logements étaient pour 90 % d'entre eux des maisons individuelles et pour 10 % des appartements.
Le tableau ci-dessous présente la typologie des logements à Belcaire en 2021 en comparaison avec celle de l'Aude et de la France entière. Une caractéristique marquante du parc de logements est ainsi une proportion de résidences secondaires et logements occasionnels (48,7 %) supérieure à celle du département (25,3 %) et à celle de la France entière (9,7 %).
| Typologie                                               | Belcaire | Aude | France entière |
| ------------------------------------------------------- | -------- | ---- | -------------- |
| Résidences principales (en %)                           | 40,8     | 66,6 | 82,2           |
| Résidences secondaires et logements occasionnels (en %) | 48,7     | 25,3 | 9,7            |
| Logements vacants (en %)                                | 10,5     | 8,1  | 8,1            |

### Voies de communication et transports

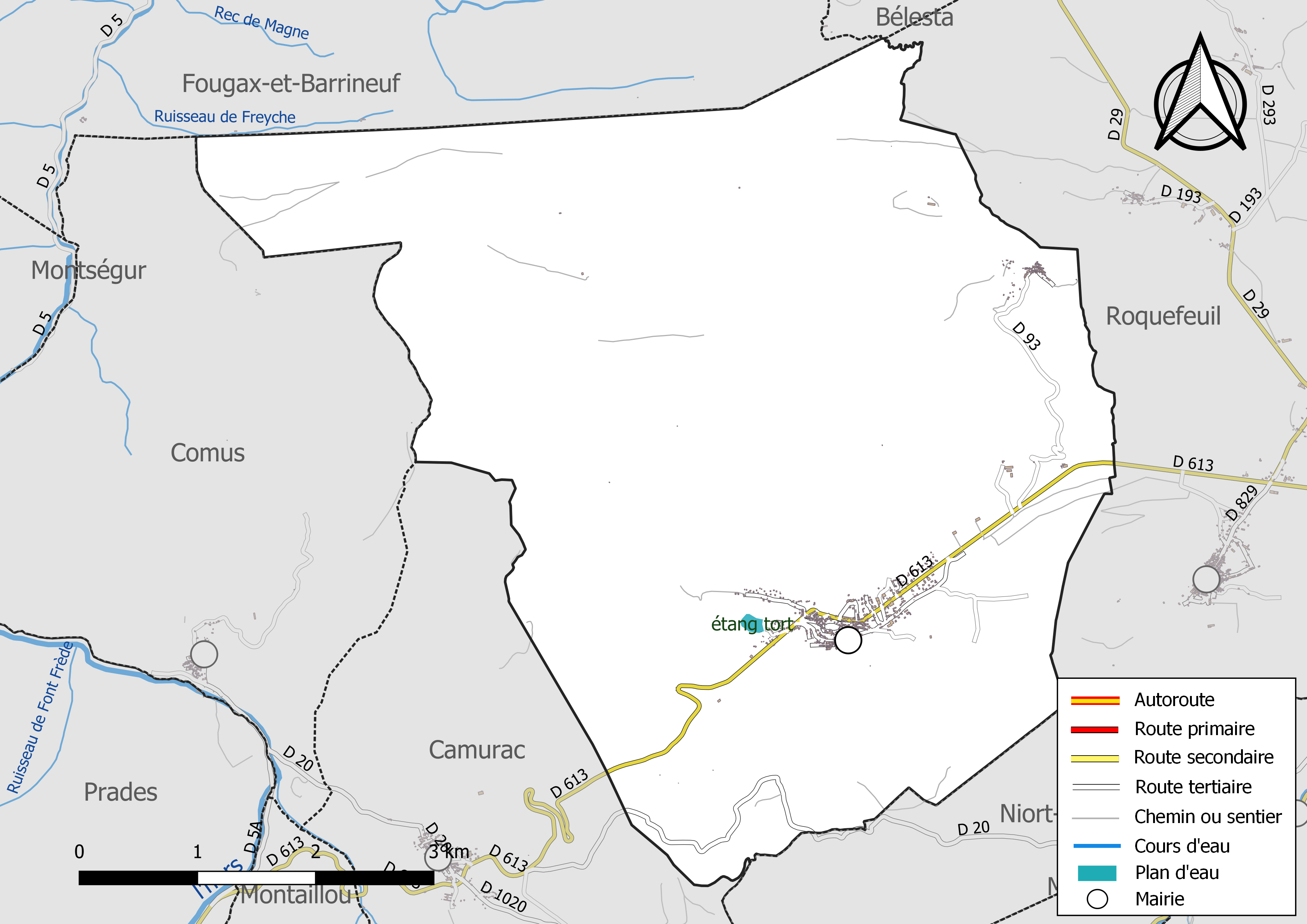
Carte hydrographique et des infrastructures de transport de la commune.

Belcaire est desservie par l'ancienne route nationale 613, entre Ax-les-Thermes et Couiza.

### Risques naturels et technologiques
Le territoire de la commune de Belcaire est vulnérable à différents aléas naturels : météorologiques (tempête, orage, neige, grand froid, canicule ou sécheresse), inondations et séisme (sismicité modérée). Un site publié par le BRGM permet d'évaluer simplement et rapidement les risques d'un bien localisé soit par son adresse soit par le numéro de sa parcelle.
Certaines parties du territoire communal sont susceptibles d’être affectées par le risque d’inondation par débordement de cours d'eau, notamment la Bretonne et l'Aude. La commune a été reconnue en état de catastrophe naturelle au titre des dommages causés par les inondations et coulées de boue survenues en 1982, 1992 et 2009,.

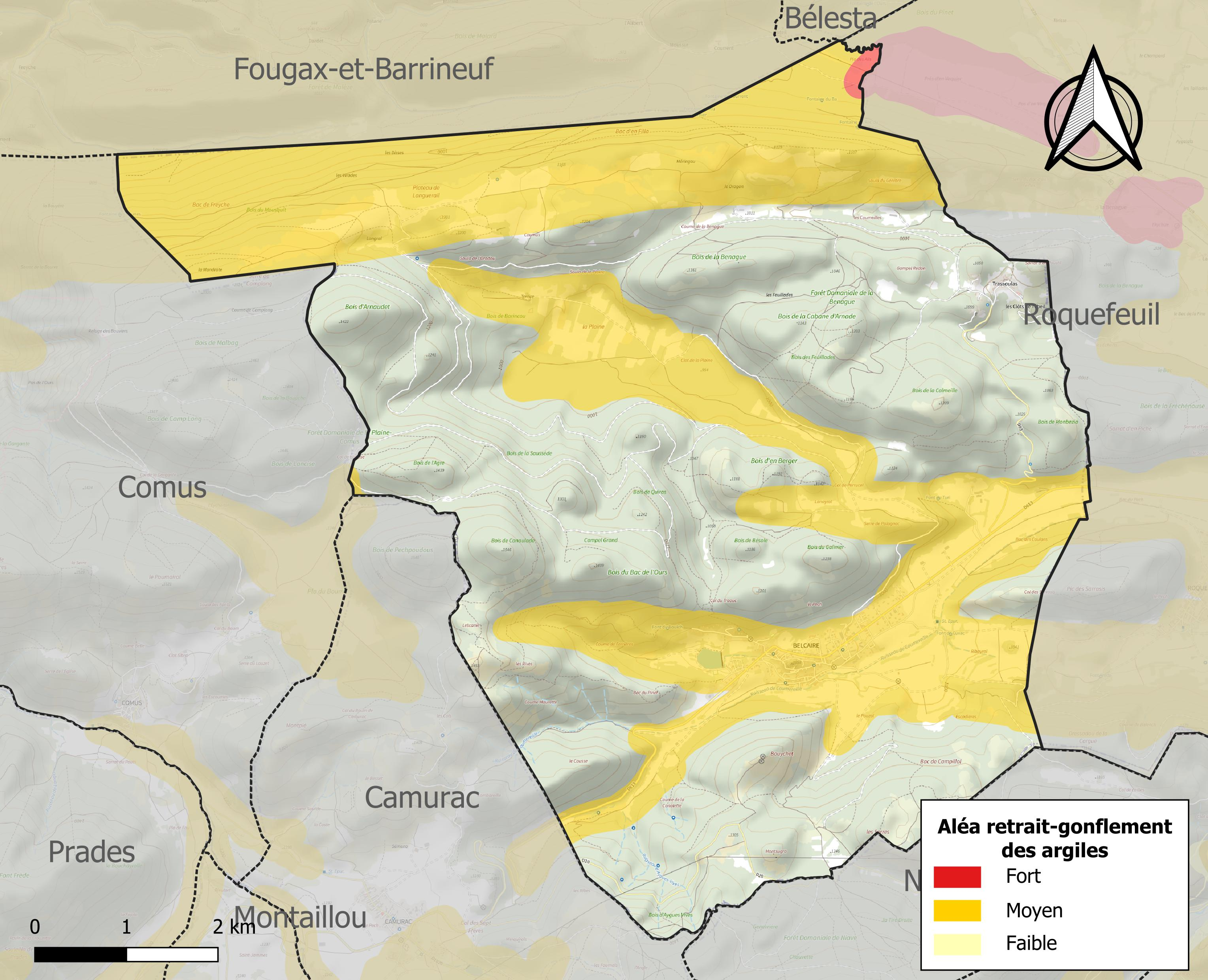
Carte des zones d'aléa retrait-gonflement des sols argileux de Belcaire.

Le retrait-gonflement des sols argileux est susceptible d'engendrer des dommages importants aux bâtiments en cas d’alternance de périodes de sécheresse et de pluie. 42,2 % de la superficie communale est en aléa moyen ou fort (75,2 % au niveau départemental et 48,5 % au niveau national). Sur les 397 bâtiments dénombrés sur la commune en 2019, 353 sont en aléa moyen ou fort, soit 89 %, à comparer aux 94 % au niveau départemental et 54 % au niveau national. Une cartographie de l'exposition du territoire national au retrait gonflement des sols argileux est disponible sur le site du BRGM,.
Belcaire se situe en zone de sismicité 3 (sismicité modérée).

## Toponymie
La commune est dénommée Bèlcaire  en occitan.

## Politique et administration

### Rattachements administratifs et électoraux

#### Rattachements administratifs
La commune se trouve dans l'arrondissement de Limoux du département de l'Aude.
Elle était depuis 1793 le chef-lieu du canton de Belcaire. Dans le cadre du redécoupage cantonal de 2014 en France, cette circonscription administrative territoriale a disparu, et le canton n'est plus qu'une circonscription électorale.

#### Rattachements électoraux
Pour les élections départementales, la commune fait partie depuis 2014 du canton de la Haute-Vallée de l'Aude.
Pour l'élection des députés, elle fait partie de la troisième circonscription de l'Aude depuis le redécoupage électoral de 1986.

### Intercommunalité
Belcaire était membre de la petite communauté de communes du pays de Sault (Aude), un établissement public de coopération intercommunale (EPCI) à fiscalité propre créé en 2005 et auquel la commune avait transféré un certain nombre de ses compétences, dans les conditions déterminées par le code général des collectivités territoriales.
Conformément aux prescriptions de la loi de réforme des collectivités territoriales du 16 décembre 2010, qui a prévu le renforcement et la simplification des intercommunalités et la constitution de structures intercommunales de grande taille, celle-ci a fusionné avec ses voisines pour former, le 1er janvier 2014, la communauté de communes des Pyrénées Audoises, dont est désormais membre la commune.

## Équipements et services publics

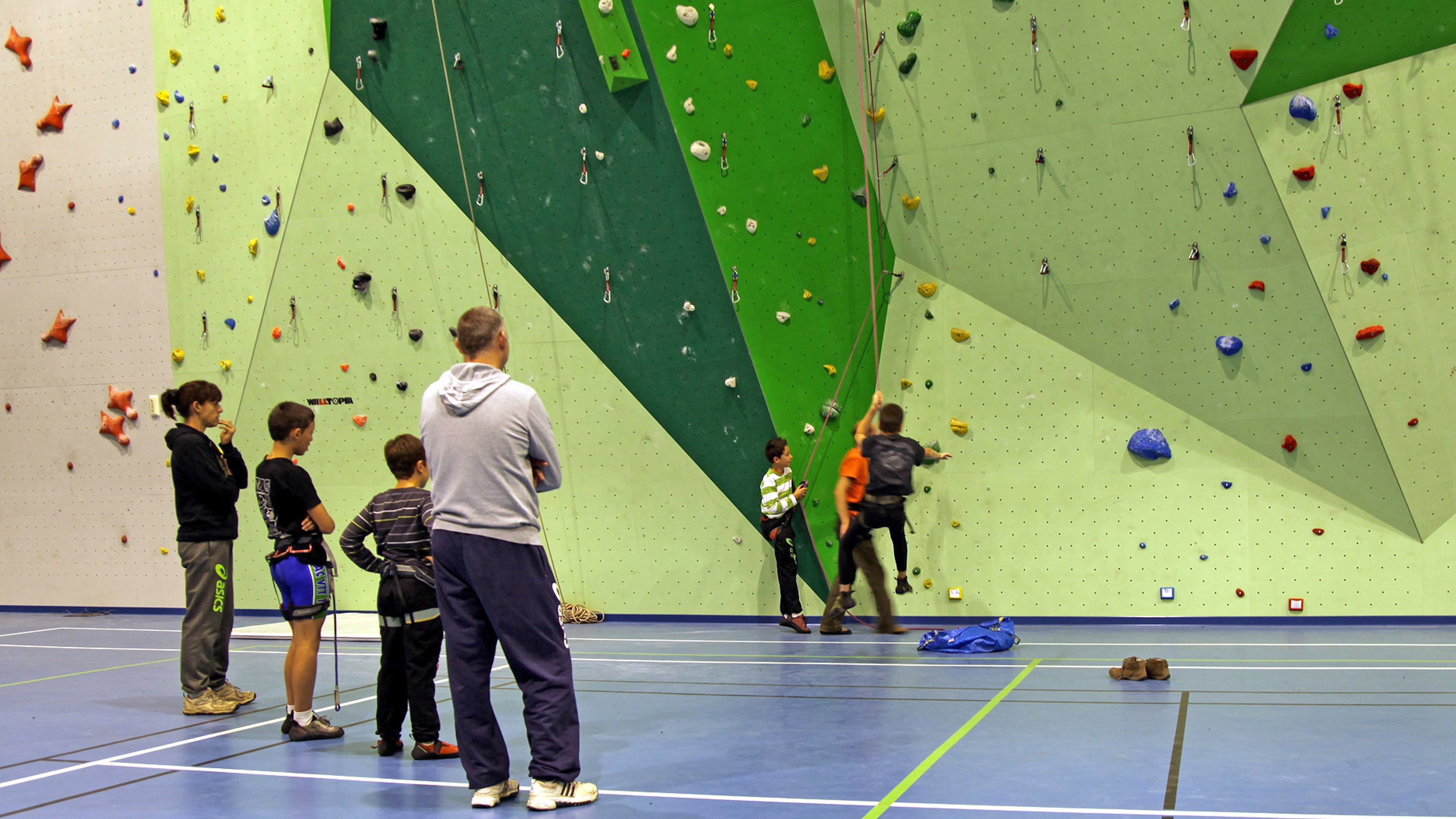
La salle d'escalade.

### Liste des maires
| Période                                  | Période                    | Identité             | Étiquette | Qualité                                                                    |
| ---------------------------------------- | -------------------------- | -------------------- | --------- | -------------------------------------------------------------------------- |
| Les données manquantes sont à compléter. |                            |                      |           |                                                                            |
| 1792                                     | 1794                       | Jean Baptiste Fourié |           |                                                                            |
| 1794                                     | 1796                       | Pierre Lacroix       |           |                                                                            |
| 1796                                     | 1798                       | Jean Baptiste Pugens |           |                                                                            |
| 1798                                     | 1800                       | Pierre Medus         |           |                                                                            |
| 1800                                     | 1810                       | Jean Baptiste Fourié |           |                                                                            |
| 1810                                     | 1810                       | Joseph Terrisse      |           |                                                                            |
| 1810                                     | 1813                       | Simon Pelofy         |           |                                                                            |
| 1813                                     | 1818                       | Marc Antoine Medus   |           |                                                                            |
| 1818                                     | 1821                       | Marc Fourié          |           |                                                                            |
| 1821                                     | 1829                       | Gabriel Boudier      |           |                                                                            |
| 1829                                     | 1831                       | Jean Vincent Fourié  |           |                                                                            |
| 1831                                     | 1832                       | Jean Pierre Terrisse |           |                                                                            |
| 1832                                     | 1835                       | Jean Vincent Fourié  |           |                                                                            |
| 1835                                     | 1835                       | Jacques Caussou      |           |                                                                            |
| 1835                                     | 1842                       | Jean Pierre Terrisse |           |                                                                            |
| 1842                                     | 1843                       | Jean Vincent Fourié  |           |                                                                            |
| 1843                                     | 1848                       | Jean Baptiste Pugens |           |                                                                            |
| 1848                                     | 1848                       | Joseph Ferrand       |           |                                                                            |
| 1848                                     | 1849                       | Jean Vincent Fourié  |           |                                                                            |
| 1849                                     | 1850                       | Joseph Caussou       |           |                                                                            |
| 1850                                     | 1851                       | Jean Baptiste Pugens |           |                                                                            |
| 1851                                     | 1860                       | Joseph Caussou       |           |                                                                            |
| 1860                                     | 1864                       | Jean Baptiste Pugens |           |                                                                            |
| 1864                                     | 1878                       | François Medus       |           |                                                                            |
| 1878                                     | 1884                       | Jean Baptiste Pugens |           |                                                                            |
| 1884                                     | 1888                       | François Medus       |           |                                                                            |
| 1888                                     | 1900                       | Jean Baptiste Pugens | Gauche    | Médecin, propriétaire Conseiller général de Belcaire (1892 → 1898)         |
| 1900                                     | 1929                       | Joseph Martre        |           |                                                                            |
| 1929                                     | 1935                       | Baptiste Ferrié      |           |                                                                            |
| 1935                                     | 1940                       | Joseph Martre        |           |                                                                            |
| 1940                                     | 1944                       | Léon Maugard         |           |                                                                            |
| 1944                                     | 1947                       | Jean Martre          |           | Médecin Président du Comité local de Libération en 1944, élu maire en 1945 |
| novembre 1947                            | 1965                       | Joseph Adroit        |           |                                                                            |
| mars 1965                                | 1977                       | Émilien Caux,        |           | Résistant au Maquis de Picaussel                                           |
| mars 1977                                | 2007                       | Joseph Vergé         | RPR       | Démissionnaire                                                             |
| 2007                                     | 2014                       | Emmanuel Bresson     | UMP       | Chef d'un cabinet de consulting marketing                                  |
| 2014                                     | juillet 2020               | René Laffont         |           |                                                                            |
| 2020                                     | octobre 2022               | Michel Crestia       |           | Percepteur des impôts Mort en fonction                                     |
| janvier 2023                             | En cours (au 13 juin 2024) | Jean-Pierre Adroit   |           | Employé civil ou agent de service de la fonction publique                  |

## Population et société
Les habitants sont appelés les Belcairois.

### Démographie
L'évolution du nombre d'habitants est connue à travers les recensements de la population effectués dans la commune depuis 1793. Pour les communes de moins de 10 000 habitants, une enquête de recensement portant sur toute la population est réalisée tous les cinq ans, les populations de référence des années intermédiaires étant quant à elles estimées par interpolation ou extrapolation. Pour la commune, le premier recensement exhaustif entrant dans le cadre du nouveau dispositif a été réalisé en 2005.

En 2022, la commune comptait 369 habitants, en évolution de −6,11 % par rapport à 2016 (Aude : +2,65 %, France hors Mayotte : +2,11 %).
| 1793 | 1800 | 1806 | 1821 | 1831  | 1836  | 1841  | 1846  | 1851  |
| ---- | ---- | ---- | ---- | ----- | ----- | ----- | ----- | ----- |
| 859  | 915  | 988  | 968  | 1 042 | 1 077 | 1 064 | 1 047 | 1 118 |

| 1856  | 1861  | 1866  | 1872  | 1876  | 1881 | 1886 | 1891 | 1896 |
| ----- | ----- | ----- | ----- | ----- | ---- | ---- | ---- | ---- |
| 1 013 | 1 051 | 1 120 | 1 115 | 1 020 | 853  | 864  | 893  | 897  |

| 1901 | 1906 | 1911 | 1921 | 1926 | 1931 | 1936 | 1946 | 1954 |
| ---- | ---- | ---- | ---- | ---- | ---- | ---- | ---- | ---- |
| 835  | 912  | 909  | 812  | 744  | 716  | 760  | 684  | 603  |

| 1962 | 1968 | 1975 | 1982 | 1990 | 1999 | 2005 | 2006 | 2010 |
| ---- | ---- | ---- | ---- | ---- | ---- | ---- | ---- | ---- |
| 585  | 504  | 463  | 421  | 360  | 392  | 405  | 406  | 454  |

| 2015 | 2020 | 2022 | - | - | - | - | - | - |
| ---- | ---- | ---- | - | - | - | - | - | - |
| 393  | 376  | 369  | - | - | - | - | - | - |

Belcaire est une commune rurale qui a connu un pic de population de 1 120 habitants en 1866.

## Économie

### Revenus
En 2018  (données Insee publiées en septembre 2021), la commune compte 191 ménages fiscaux, regroupant 375 personnes. La médiane du revenu disponible par unité de consommation est de 18 640 € (19 240 € dans le département).

### Emploi
| Division       | 2008   | 2013   | 2018   |
| -------------- | ------ | ------ | ------ |
| Commune        | 7,2 %  | 6,9 %  | 8,8 %  |
| Département    | 10,2 % | 12,8 % | 12,6 % |
| France entière | 8,3 %  | 10 %   | 10 %   |

En 2018, la population âgée de 15 à 64 ans s'élève à 188 personnes, parmi lesquelles on compte 70,4 % d'actifs (61,6 % ayant un emploi et 8,8 % de chômeurs) et 29,6 % d'inactifs,. Depuis 2008, le taux de chômage communal (au sens du recensement) des 15-64 ans est inférieur à celui de la France et du département.
La commune est hors attraction des villes,. Elle compte 115 emplois en 2018, contre 123 en 2013 et 133 en 2008. Le nombre d'actifs ayant un emploi résidant dans la commune est de 118, soit un indicateur de concentration d'emploi de 97,3 % et un taux d'activité parmi les 15 ans ou plus de 39 %.
Sur ces 118 actifs de 15 ans ou plus ayant un emploi, 57 travaillent dans la commune, soit 48 % des habitants. Pour se rendre au travail, 77,2 % des habitants utilisent un véhicule personnel ou de fonction à quatre roues, 12,3 % s'y rendent en deux-roues, à vélo ou à pied et 10,5 % n'ont pas besoin de transport (travail au domicile).

### Activités hors agriculture
56 établissements sont implantés  à Belcaire au 31 décembre 2019. Le tableau ci-dessous en détaille le nombre par secteur d'activité et compare les ratios avec ceux du département,.
| Secteur d'activité                                                                                        | Commune | Commune | Département |
| Secteur d'activité                                                                                        | Nombre  | %       | %           |
| --- | ------- | ------- | ----------- |
| Ensemble                                                                                                  | 56      |         |             |
| Industrie manufacturière, industries extractives et autres                                                | 10      | 17,9 %  | (8,8 %)     |
| Construction                                                                                              | 6       | 10,7 %  | (14 %)      |
| Commerce de gros et de détail, transports, hébergement et restauration                                    | 16      | 28,6 %  | (32,3 %)    |
| Activités financières et d'assurance                                                                      | 1       | 1,8 %   | (2,7 %)     |
| Activités immobilières                                                                                    | 2       | 3,6 %   | (5,2 %)     |
| Activités spécialisées, scientifiques et techniques et activités de services administratifs et de soutien | 8       | 14,3 %  | (13,3 %)    |
| Administration publique, enseignement, santé humaine et action sociale                                    | 11      | 19,6 %  | (13,2 %)    |
| Autres activités de services                                                                              | 2       | 3,6 %   | (8,8 %)     |

Le secteur du commerce de gros et de détail, des transports, de l'hébergement et de la restauration est prépondérant sur la commune puisqu'il représente 28,6 % du nombre total d'établissements de la commune (16 sur les 56 entreprises implantées  à Belcaire), contre 32,3 % au niveau départemental.

### Agriculture
|                                   | 1988 | 2000 | 2010 |
| --------------------------------- | ---- | ---- | ---- |
| Exploitations                     | 14   | 7    | 4    |
| Superficie agricole utilisée (ha) | 432  | 377  | 785  |

La commune fait partie de la petite région agricole dénommée « Pays de Sault ». En 2010, l'orientation technico-économique de l'agriculture  sur la commune est l'élevage d'ovins et de caprins. Quatre exploitations agricoles ayant leur siège dans la commune sont dénombrées lors du recensement agricole de 2010 (douze en 1988). La superficie agricole utilisée est de 785 ha.

## Culture locale et patrimoine

### Lieux et monuments
- Manoir de Belcaire  Inscrit MH (1948, Portail d'entrée sur le jardin)[43], datant de 1695.
- Église Saint-Côme-et-Saint-Damien de Belcaire[44]. L'église abrite un retable du XVIIe siècle et une statue de la Vierge Marie en bois polychrome du XVIe siècle[44].
- Église Saint-Côme-et-Saint-Damien de Trassoulas[45].
- Le château de guerre, qui est en 1252 le siège de l'administration royale du pays de Sault, est aujourd'hui en ruines.
- Lac de Belcaire.
- Fontaines et lavoirs

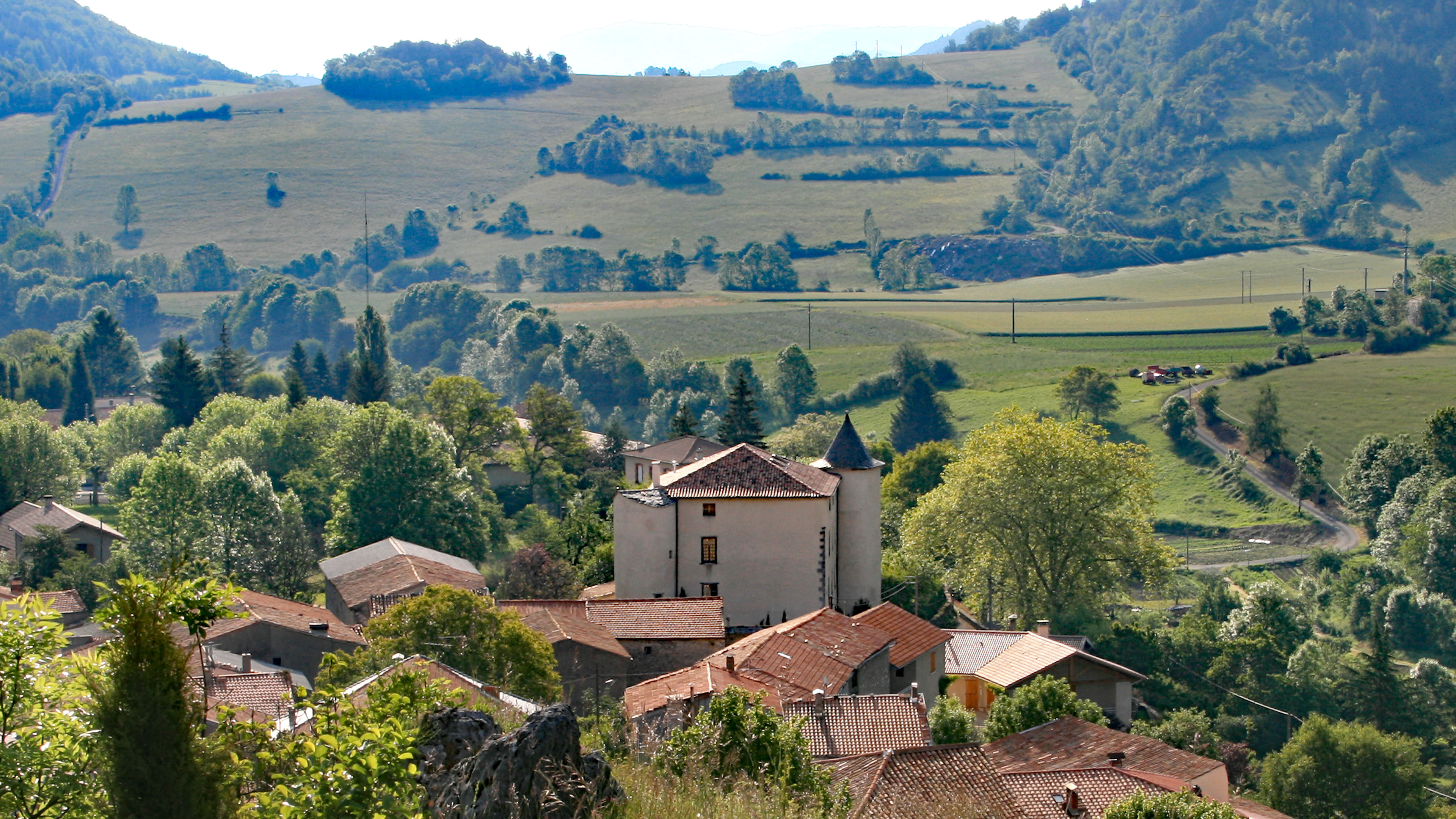
Le Manoir de Belcaire.
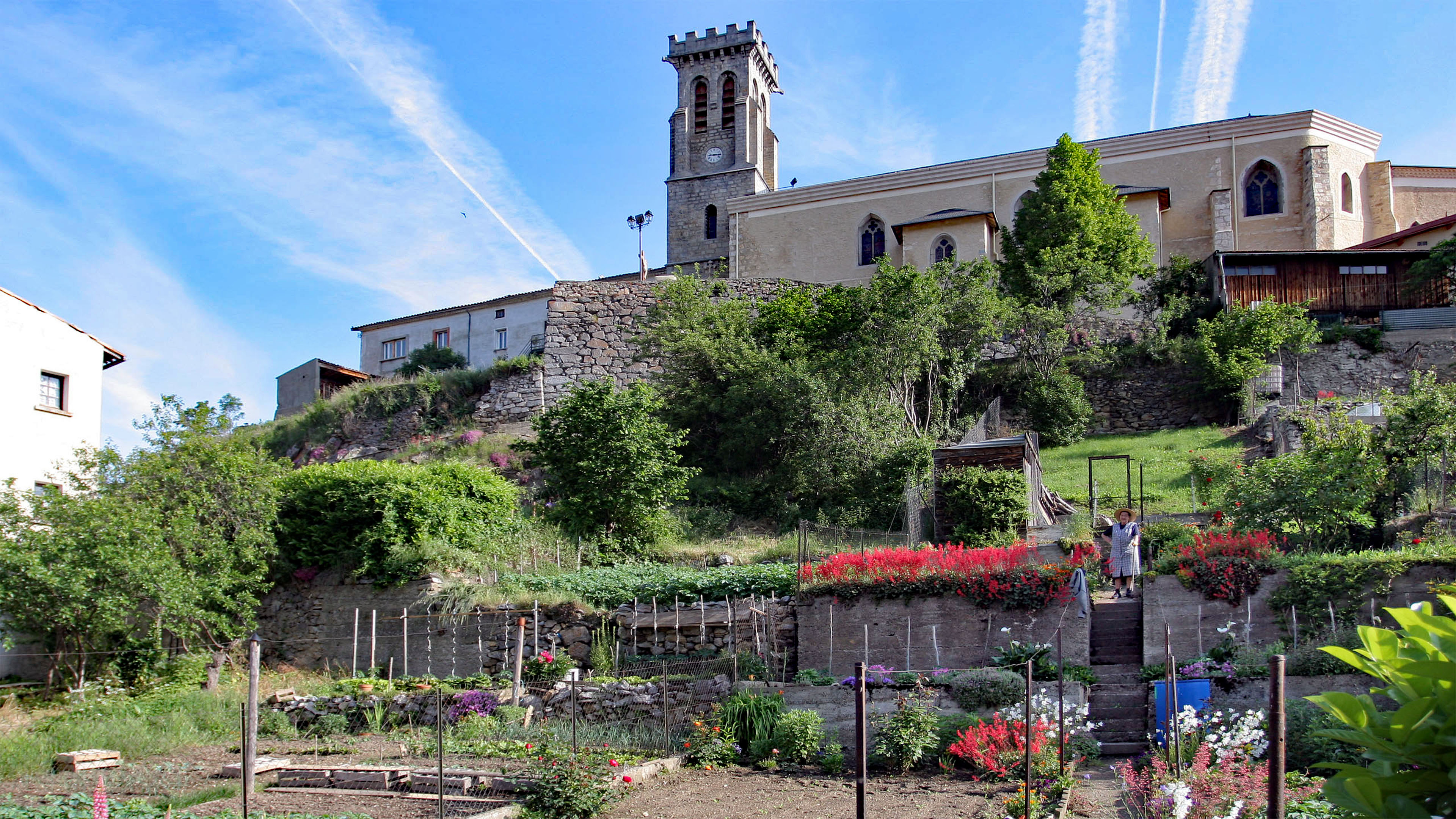
L'église vue du sud.
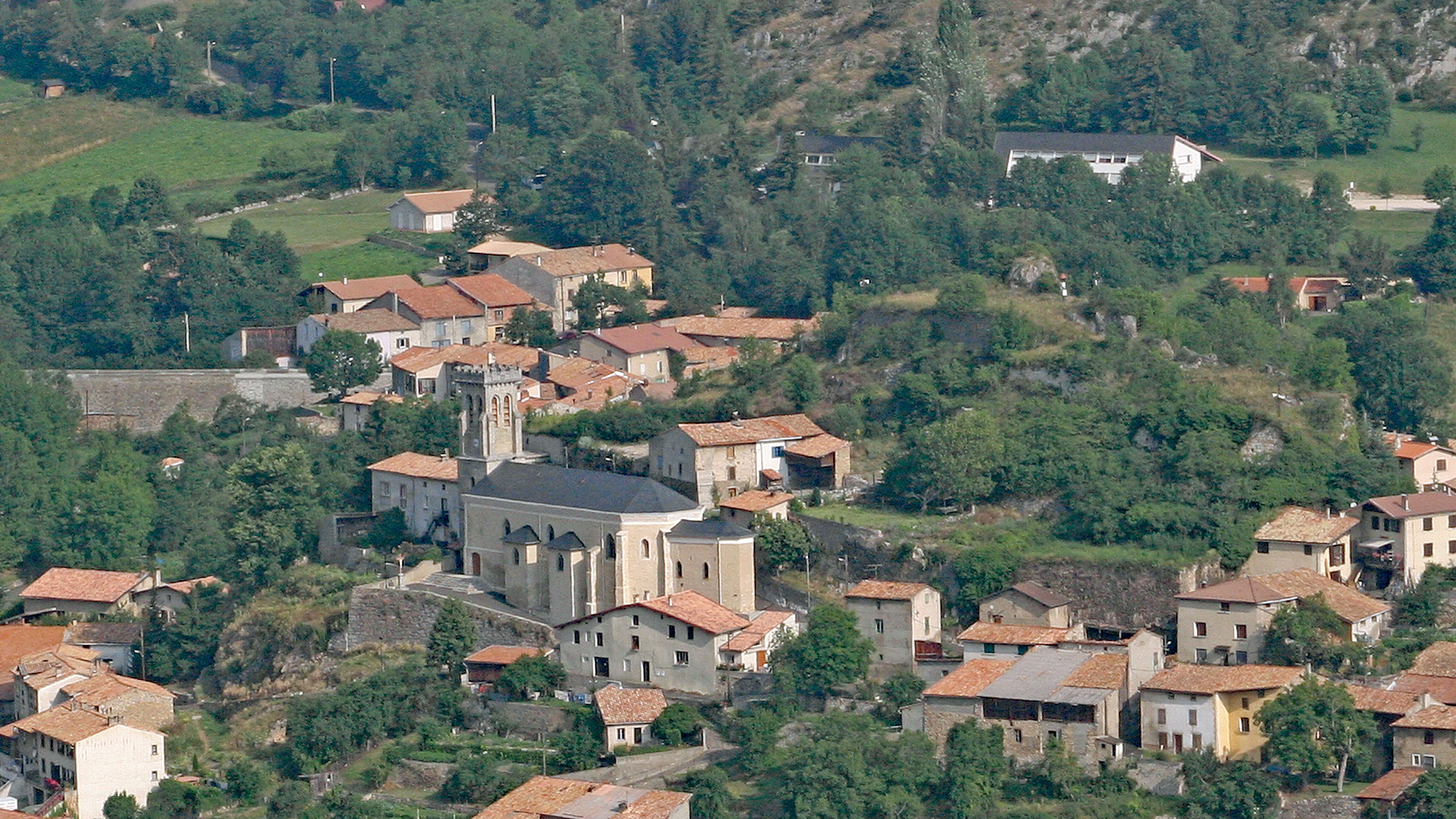
L'église.
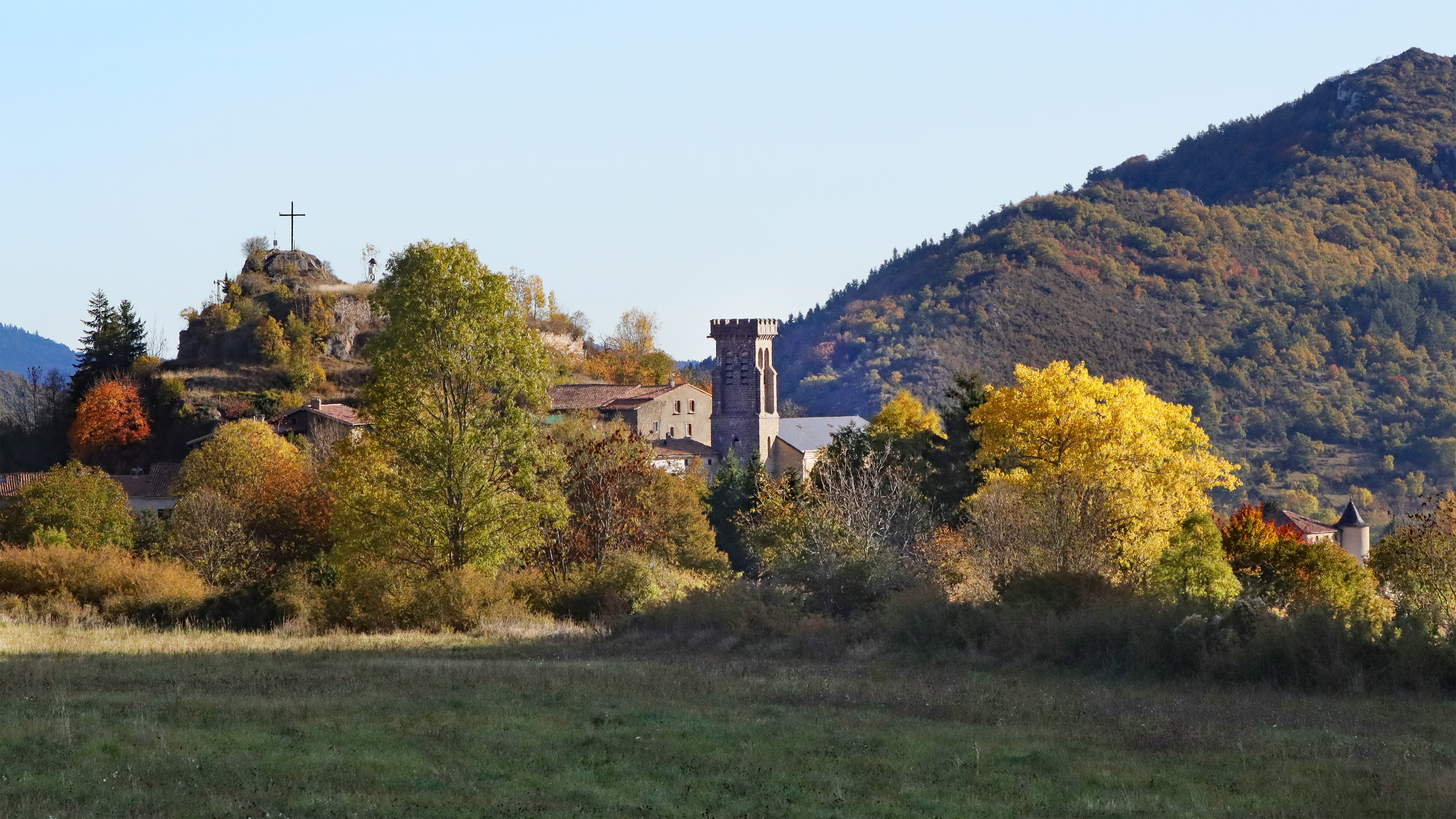
Les ruines de l'ancien château sur le piton rocheux.
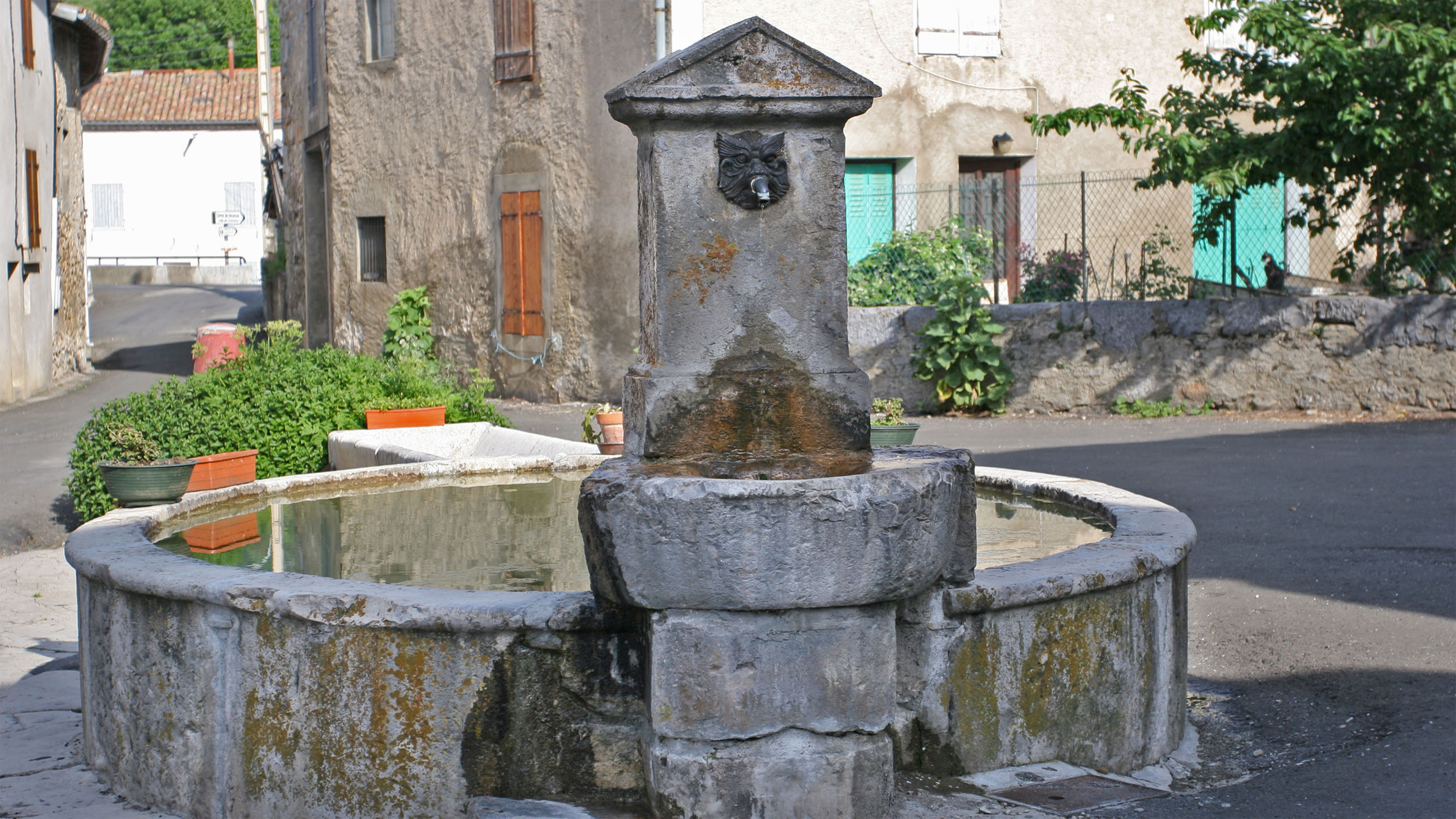
Fontaine abreuvoir.

### Héraldique
| Blason de Belcaire | Blason  | Tranché, émanché d'argent et de gueules.         |
| Blason de Belcaire | Détails | Le statut officiel du blason reste à déterminer. |

## Pour approfondir